# Augustus Prew
Augustus Art Prew (geboren 17. September 1987 in Hammersmith, London) ist ein englischer Schauspieler mit Rollen in Filmen und im Fernsehen.

## Leben und Karriere
Bekannt wurde er durch Rollen in den Filmen Das Geheimnis der Mondprinzessin (2008), Wie durch ein Wunder (2010), Kick-Ass 2 (2013) und durch die Miniserie Klondike (2014). Ferner war er in den Jahren 2011 bis 2012 in sechs Folgen von Die Borgias zu sehen.
Sein Schauspieldebüt erfolgte in der TV-Serie 24seven, in der er Drew Jessup spielte (2001–2002).
Seine Mutter ist Wendy Dagworthy, Modedesignerin, sein Vater Jonathan W. Prew ist Fotograf.
Seit 2016 spielt er die Rolle des James Bell in Pure Genius. 2017 spielte Prew die Rolle des Whip, Zellengenosse von Michael Scofield, in der 5. Staffel der US-Actionserie Prison Break.
Am 13. Januar 2018 heiratete er den US-amerikanischen Schauspieler Jeffery Self (* 1987).

## Filmografie (Auswahl)
- 2002: About a Boy oder: Der Tag der toten Ente (About a Boy)
- 2008: Das Geheimnis der Mondprinzessin (The Secret of Moonacre)
- 2008: Silent Witness (Fernsehserie, 2 Folgen)
- 2010: Wie durch ein Wunder (Charlie St. Cloud)
- 2011–2012: Die Borgias (Fernsehserie, 6 Folgen)
- 2012: Animals
- 2013: Kick-Ass 2
- 2014: Klondike (Miniserie)
- 2015: High-Rise
- 2017: Prison Break (Fernsehserie, Staffel 5)
- 2019: Ein besonderes Leben (Special, Fernsehserie, 8 Folgen)
- 2022: Der Herr der Ringe: Die Ringe der Macht (The Lord of the Rings: The Rings of Power, Fernsehserie, 2 Folgen)
- 2023: Dear David
- 2023: Nolly (Miniserie, 3 Episoden)
- 2024: Players